# Trencsénhosszúmező
Trencsénhosszúmező (1899-ig Dlhepole, szlovákul Dlhé Pole) község Szlovákiában, a Zsolnai kerületben, a Zsolnai járásban.

## Fekvése
Zsolnától 17 km-re északnyugatra, a Dlhopolky-patak völgyében fekszik, több kis hegyi telep tartozik hozzá. Nevét hosszan elnyúló földjeiről kapta.

## Története
A 13. századtól a ricsói váruradalom része. A települést 1320-ban „Longus Campus” alakban még Csák Máté birtokaként említik először. 1385-ben „Langenfelt vel Dlwhe Pole” néven szerepel. A 16. században a nagybiccsei uradalomhoz tartozott. 1598-ban malma és 26 háza volt. Első fatemploma 1613-ban épült, önálló plébániáját 1717-ben alapították. 1720-ban 2 malma és 62 adózója volt. Fatemplomát 1733 és 1735 között kőtemplommá építették át. Ez a templom bővítve és átépítve ma is áll. 1784-ben 2865 lakos élt a településen.
A 18. század végén Vályi András így ír róla: „HOSSZÚ MEZŐ. Dluhe Pole. Tót falu Trentsén Várm. lakosai katolikusok, fekszik Újhelyhez 1 mértföldnyire, határja közép termékenységű, vagyonnyai külömbfélék.”
1828-ban 404 házában 3114 lakos élt, akik főként mezőgazdasággal, erdei munkákkal, állattartással és drótozással foglalkoztak. Számos kézműves is élt a településen, molnárok, cipészek, mészárosok, kovácsok, bognárok és szabók. Sokan foglalkoztak háziiparral, vászonszövéssel is. Az edények dróttal való javítása mintegy 300 éve kezdődött és széles körben terjedt el. Először csak a környék falvaiba, később azonban távoli vidékekre is eljutottak a vándorló drótosok. A mesterségnek komoly hagyománya alakult ki a településen, melyet többen művészi szinten műveltek.
Fényes Elek 1851-ben kiadott geográfiai szótárában így ír a faluról: „Dluhopole, magyarositva Hosszufalu, tót falu, Trencsén vmgyében, hegyekben, szétszórva, 4000 kath. lak., kik jobbára mint drótosok külországokba vándorolnak. – Határa csupa irtványokból áll, s legjobban burgonyát és zabot terem. A helységnek és uradalomnak van erdeje, de nem sok. Birja h. Eszterházy, s a bicsei uradalomhoz tartozik. Ut. p. Zsolna.”
A trianoni békéig Trencsén vármegye Nagybiccsei járásához tartozott.
A drótos mesterség a modern időkben elhalt, mivel nem volt rá igény. A régi hagyományokat 1992-ben elevenítették fel. 1996-tól a mesterséget az iskolában is elkezdték újra tanítani, az iskolánál múzeum is épült, ahol a drótosság legszebb alkotásai is láthatók. A  falu központjában ma drótos restaurátor műhely működik.

## Népessége
| Év:            | 1994. | 2004.   | 2014.   | 2024.   |
| -------------- | ----- | ------- | ------- | ------- |
| Emberek száma: | 2157  | 2039    | 1934    | 1939    |
| Eltérés:       |       | -5,47 % | -5,14 % | +0,25 % |

| Év:            | 2023. | 2024.   |
| -------------- | ----- | ------- |
| Emberek száma: | 1921  | 1939    |
| Eltérés:       |       | +0,93 % |

1910-ben 3832, túlnyomórészt szlovák anyanyelvű lakosa volt.
2001-ben 2096 lakosából 2071 szlovák volt.
2011-ben 1961 lakosából 1920 szlovák volt.

## Nevezetességei
- Római katolikus temploma eredetileg 18. századi, a 19. század második felében és 1927-ben átépítették.
- Utikápolnája és a benne álló szobor 18. századi.
- Az iskolánál helytörténeti múzeum létesült, melyben a helyi kézművesek alkotásai is megtekinthetők.

## Külső hivatkozások
- E-obce.sk Archiválva 2009. április 17-i dátummal a Wayback Machine-ben
- Községinfó
- Trencsénhosszúmező Szlovákia térképén